# Литовські брати
Литовські брати — реформаційний релігійний рух на території Великого князівства Литовського та Руського у XVI—XVII століттях. Близький до руху польських братів; наприклад, Симона Будного традиційно називають фігурою обох рухів.
Литовські брати зайняли антитринітарну позицію, дотримуючись аріанських поглядів, не визнаючи божественності Христа і догмати про воскресіння після смерті.
Брати вважали можливим встановити царство Божого на землі, засуджували кріпосне право. На відміну від польських братів (соцінійців), литовські брати вважали можливим зайняти державні посади та застосовувати зброю. Противники братів звинуватили тих в епікуреїзмі та запереченні безсмертя душі.